# Krzysztof Arciszewski (dyrektor teatru)
Krzysztof Arciszewski – kompozytor, reżyser, dyrektor naczelny i artystyczny Teatru Baj Pomorski w latach 1988–1992.

## Życiorys
Pracował jako kompozytor w Teatrze Animacji w Jeleniej Górze. W 1988 roku został dyrektorem Państwowego Teatru Lalki i Aktora „Baj Pomorski”. Funkcję dyrektora pełnił do 1992 roku. Pod koniec sezonu 1991/1992 teatr Baj został przejęty przez miasto. Zostaje ogłoszony konkurs na nowego dyrektora, którym został Wojciech Olejnik. Zajmował się komponowaniem muzyki. W Toruniu wyreżyserował pięć przedstawień. Stworzył warunki sprzyjające powstawaniu aktorskich inicjatyw teatralnych. Baj Pomorski był jego ostatnim miejscem jego zatrudnienia w instytucji teatralnej.

## Reżyseria
- 1992: Kuglarz w Koronie[4]
- 1991: Baśń o szklarzu i cesarzu[5]
- Kot w butach Zenona Laurentowskiego[6]

## Muzyka
- 1997: Trzy świnki premiera13.09.1997[4]
- Bajka Samograjka[7]
- 1990: Jaś i Małgosia Jana Brzechwy[8]
- 1992: Tymoteusz i psiuńcio Jana Wilkowskiego[8]
- 2008: Leśne przygody Tymoteusza[9]
- 2019: Szałaputki[10]
- 2012: Tymoteusz Rymcimci[11]